# Reportaje al pie de la horca
Reportaje al pie de la horca (Reportáž psaná na oprátce) es una publicación póstuma que recopila escritos de Julius Fučík durante su estancia de 1942 a 1943 en la cárcel de Pankrác (distrito en Praga), en la antigua Checoslovaquia, al ser detenido por la Gestapo durante la invasión nazi a la Países Checos.
Julius fue detenido por estar en el lugar y el momento equivocados (los captores ni idea tenían de quién era). Desde el principio, se vio obligado a tomar una gran decisión: ser aprehendido con vida y condenado, o tratar de escapar en el acto teniendo un poco de suerte. Escogió la primera opción.
El autor redacta los hechos a los que fue sometido, como las torturas, las condiciones en que sobrevivía y el ambiente entre los detenidos. Poco a poco, por obra de los captores y como parte de la tortura psicológica, supo quiénes de sus colaboradores habían hablado, dando toda la información a su alcance. Fue torturado con bestiales golpizas desde que llegó, sin embargo, se mantuvo firme a no brindar información para la captura de más compañeros pertenecientes al ilegal Partido Comunista.

## Escritos
Escrito en la cárcel de la Gestapo.
- I. Veinticuatro horas.
- II. La agonía
- III. Celda 267
- IV. La "cuatrocientos"
- V. Figuras y figurillas I
- VI. Estado de sitio 1942
- VII. Figuras y figurillas II
- VIII. Un trozo de historia.

Seis cartas de Julius Fučík.
A propósito de los héroes y del heroísmo.